# Ngân hàng đầu tư
Ngân hàng đầu tư (tiếng Anh: investment bank) là một định chế đóng vai trò như một trung gian tài chính để thực hiện hàng loạt các dịch vụ liên quan tới tài chính như bảo lãnh: làm trung gian giữa các tổ chức phát hành chứng khoán và nhà đầu tư, tư vấn giúp dàn xếp các thương vụ mua lại và sáp nhập cùng các hoạt động tái cơ cấu doanh nghiệp khác và môi giới cho khách hàng là các tổ chức (định nghĩa của Investopedia). Cần nhấn mạnh rằng, đối tượng khách hàng chính của ngân hàng đầu tư là các tổ chức, công ty và chính phủ không phải là khách hàng cá nhân.

## Cấu trúc hoạt động của một ngân hàng đầu tư
Hoạt động chủ yếu của ngân hàng đầu tư là trao đổi, mua bán các sản phẩm tài chính. Một ngân hàng đầu tư thường được phân ra làm 3 bộ phận chính: front office, middle office và back office.
Front office
- Ngân hàng đầu tư
- Quản lý đầu tư
- Nghiên cứu thị trường
- Tư vấn chiến lược

Middle Office
- Quản lý rủi ro
- Quản lý tài chính
- Tư vấn luật pháp

Back Office
- Operations
- Kỹ thuật

Nhóm các ngân hàng đầu tư (tiếng Anh: syndicate) là một nhóm bao gồm các ngân hàng đầu tư hợp lại, mỗi ngân hàng mua một phần chứng khoán mà tổ chức phát hành. Mỗi ngân hàng trong nhóm các ngân hàng đầu tư này sau đó phải có trách nhiệm bán lại phần chứng khoán mình đã mua. Đa số chứng khoán phát hành trong thị trường sơ cấp (tiếng Anh: primary market ) đều được mua bởi nhóm các ngân hàng đầu tư này bởi vì đây là một cách hiệu quả để phân tán rủi ro trong nhiều ngân hàng đầu tư khác nhau. Lý do đơn giản là vì nếu một ngân hàng đầu tư định giá chứng khoán của tổ chức cao hơn so với giá trị thực của nó và nếu như ngân hàng đầu tư này phải mua toàn bộ chứng khoán ấy trong thị trường sơ cấp và sẽ không là vấn đề nếu chứng khoán đó tăng giá trong tương lai, ngược lại nếu như sau này chứng khoán mất giá khi bán ra thì ngân hàng đầu tư ấy sẽ phải chịu lỗ nghiêm trọng. Đó là lý do tại sao nhóm các ngân hàng đầu tư được thành lập

## Tập đoàn tài chính
| - ABN Amro - Commerzbank (Dresdner Kleinwort) - Banco Santander (Santander Global Banking & Markets) - Bank of America (Banc of America Securities) - BB&T (BB&T Capital Markets) - BNP Paribas - Bank of Montreal (BMO Capital Markets) - Barclays (Barclays Capital) - BBH (Brown Brothers Harriman) - Calyon - CIBC (CIBC World Markets) - Citigroup - Credit Suisse - Daiwa Securities - Deutsche Bank - Eurohypo - Fortis Bank - Goldman Sachs | - HSBC (HSBC Global Banking and Markets) - ING Group - JPMorgan Chase (JPMorgan Securities, Inc.) - Kaupthing Bank - KBC Bank (KBC Financial Products) - KeyCorp (KeyBanc Capital Markets) - Kotak Mahindra Bank (Kotak Mahindra Investment Banking) - Landsbanki - Lehman Brothers - Lloyds TSB Group Plc (Wholesale and International Banking) - Macquarie Bank - Mizuho Financial Group (Mizuho Corporate Bank) - Monte dei Paschi di Siena (MPS Finance) - Morgan Stanley - National Australia Bank (nabCapital) | - Natixis - Nomura Securities Co., Ltd. (Nomura Securities Co.) - Rabobank - Royal Bank of Scotland Group (RBS Global Banking & Markets) - Royal Bank of Canada (RBC Capital Markets) - Scotiabank (Scotia Capital) - Société Générale (SG CIB) - Standard Chartered Bank - State Street Global Advisors - Stifel Nicolaus - SunTrust (Robinson Humphrey) - Toronto-Dominion Bank (TD Securities) - UBS AG - Unicredit (Unicredit Group) - USAA - Wells Fargo (Wells Fargo Securities) - Woori Financial Group |

## Ngân hàng đầu tư độc lập
| - Arbor Advisors - Arena Group - BBY Ltd - Berkery Noyes - Blackmont Capital - Blackstone Group - BlackRock - Blaige & Company - BOC International Holdings - Boenning & Scattergood - Broadpoint Capital - Bryan, Garnier & Co - Business Development Asia - Canaccord Adams - CB Capital Partners - Close Brothers Group - CLSA - Collins Stewart - Cowen Group, Inc. - Crowe Capital Markets - Cross Keys Capital, LLC - Dawson James Securities - Defoe Fournier & Cie. - Downer & Company - Dresner Partners - Eaton Vance - Europa partners - Edward Jones Investments - FALCOM Financial Services - Evercore Partners - Federated Investors Inc. - Ferris, Baker Watts Inc. - Fidelity Investments - Financo, Inc. - Freeman & Co. - Friedman Billings Ramsey - Gemini Partners | - Genuity Capital Markets - Global Financial Services Co. - Gordian Group - Greenhill & Co. - Greif & Co. - Growth Capital Partners - Harris Williams & Company - Hilco Corporate Finance - Houlihan Lokey Howard & Zukin - Houlihan Smith & Company, Inc. - Hovde - IL&FS Ltd. - Indigo Capital Holding Inc. - Intellian Capital Advisors - Investec - Jesup & Lamont - JMP Securities - Janney Montgomery Scott - Jefferies & Co. - Jordan, Knauff & Company - Keefe, Bruyette & Woods - KPMG Corporate Finance - Ladenburg Thalmann - Lazard (advisory firm since 2005) - Lazard Capital Markets (spun off from Lazard 2005) - Legg Mason - Marathon Capital - The McLean Group - Mediobanca - Merriman Curhan Ford - Midtown Partners - Miller Buckfire - Moelis & Company - Morgan Keegan & Company, Inc. | - Oppenheimer & Co. - Orion Capital Group, Inc. - Pacific Growth Equities - Perella Weinberg Partners - Piper Jaffray - Pharus Advisors - Provident Healthcare Partners - Raymond James - Remington Financial Group - Revolution Partners - RHB Investment Bank Berhad - Robert W. Baird & Company - Roth Capital Partners - RSM Equico (affiliated with RSM McGladrey) - N M Rothschild & Sons - Sagent Advisors - Salman Partners Inc. - Sandler O'Neill + Partners - Scott-Macon Ltd. - Seymour Pierce - Sonenshine Partners - Stanford Group Company - Stephens Inc. - Sucsy, Fischer & Company - The DAK Group, Ltd. - The Hina Group,Inc. - ThinkEquity Partners, LLC - Thomas Weisel Partners - The Potomac Company - Transparent Value - William Blair & Company - Woori Investment & Securities - WR Hambrecht + Co - Wyatt Matas & Associates |

## Những công ty tài chính khác
| - Aforge Finance - Allen & Company - AllianceBernstein - Ambrian - Avista Partners - Babcock & Brown - Banca Leonardo - Blackmont Capital Inc. - Brown Brothers Harriman - Brown, Shipley & Co. - Cantor Fitzgerald - Capstone Partners, LLC - Carnegie, Wylie & Company - Cazenove - Corporate Finance Associates - Chardan Capital Markets, LLC - D.A. Davidson & Co. - DAK Capital, LLC - Deal Strategy - Defoe Capital - Duff & Phelps - Exane | - Fox-Pitt, Kelton - Grace Matthews - Imperial Capital, LLC - Investment Technology Group - Kerr Financial Corporation - Keytrade Bank - Messier Partner - Montgomery & Co. - Neuberger Berman, LLC - Newedge - NIBC - Old Park Lane Capital plc - Pacific Road Corporate Finance - Park Lane - Investment Banking Services - Peter J. Solomon Company - Rutberg & Co. - Sagacious Financial Services Ltd. - Saxo Bank - Sheshunoff Management Services, LP - SVB Alliant - TSG Partners, LLC - Wynston Hill Capital LLC |